# Antoine Conte
Antoine Conte (* 29. Januar 1994 in Paris) ist ein französischer Fußballspieler, der auch für Guinea spielt.

## Karriere

### Verein
Antoine Conte spielte in seiner Kindheit zunächst für AS Val de Fontenay und CO Vincennois aus dem Département Val-de-Marne in der Pariser Metropolregion. Im Alter von zwölf Jahren wechselte er in die Nachwuchsabteilung des bekannten Vereins Paris Saint-Germain. Am 1. Februar 2013, drei Tage nach seinem 19. Geburtstag, wurde Conte  beim 4:0-Auswärtssieg von PSG über den FC Toulouse erstmals bei den Profis eingesetzt und für Mamadou Sakho eingewechselt. Dadurch gehörte er auch zur Meistermannschaft von Paris, die erstmals seit 1994 wieder den Titel erringen konnte. Ab der Saison 2013/14 erhielt der Verteidiger bei PSG einen Profivertrag, wurde aber an den Ligakonkurrenten Stade Reims verliehen. Von seinem Trainer und früheren Bundesligaspieler Hubert Fournier wurde er am Anfang der Saison zunächst sporadisch als Rechtsverteidiger eingesetzt, verlor dann jedoch seinen Platz in der Mannschaft und wurde mehrere Monate nicht im Kader berücksichtigt. Am Ende der Saison absolvierte Conte die letzten fünf Ligaspiele jeweils über die volle Distanz auf seiner angestammten Innenverteidigerposition. Nach Ablauf der Leihe einigten sich Paris und Reims auf einen dauerhaften Transfer des 20-Jährigen.

### Nationalmannschaft
Antoine Conte durchlief von der U-17 bis zur U-21 bisher alle französischen Juniorennationalmannschaften. Bei der U-17-Fußball-Europameisterschaft 2011 in Serbien absolvierte er an der Seite von Aymeric Laporte das zweite Gruppenspiel gegen den Gastgeber. Auch bei der U-17-Fußball-Weltmeisterschaft 2011 in Mexiko kam er ausschließlich im zweiten Gruppenspiel zum Einsatz. Mit der U-19-Auswahl gelang dem Verteidiger dann bei der U-19-Fußball-Europameisterschaft 2013 in Litauen der Einzug ins Finale. Zusammen mit Spielern wie Anthony Martial oder Adrien Rabiot unterlag man dort der serbischen Mannschaft mit 0:1. Conte stand in allen fünf Turnierspielen in der Startformation.
Seit 2022 spielt er für die Nationalmannschaft Guineas.

## Erfolge
- Französischer Meister: 2013